# Lopa convexa
Lopa convexa är en tvåvingeart som beskrevs av Mcalpine 1991. Lopa convexa ingår i släktet Lopa och familjen tångflugor. Inga underarter finns listade i Catalogue of Life.